# Dunkineely
Dunkineely (iriska: Dún Cionnaola) är en ort i republiken Irland.   Den ligger i grevskapet County Donegal och provinsen Ulster, i den norra delen av landet, 200 km nordväst om huvudstaden Dublin. Dunkineely ligger 35 meter över havet och antalet invånare är 375.
Terrängen runt Dunkineely är platt åt sydost, men åt nordväst är den kuperad. Havet är nära Dunkineely söderut.  Närmaste större samhälle är Killybegs, 5,1 km väster om Dunkineely. 